# Stadtbezirksbeirat
Das Gremium des Stadtbezirksbeirates ist ein kommunalpolitisches Instrument, welches nur in den Städten Leipzig und Dresden Anwendung findet.
Jede Bürgerin und jeder Bürger kann als Stadtbezirksbeirat an kommunalpolitischer Arbeit teilnehmen.
Leipzig und Dresden sind seit 1992/1991 in je zehn Stadtbezirke gegliedert. Durch die Leipziger Ratsversammlung wurde 1995 die Stadtbezirksverfassung verabschiedet. Dresden zog 2018 nach. Die zehn Stadtbezirksbeiräte nahmen 1996/2019 ihre Arbeit auf. Jeder Beirat hat neben dem vom Oberbürgermeister bestimmten und aus den Reihen der Stadtverwaltung kommenden Vorsitzenden zwischen 11 und 24 Mitgliedern, die jeweils von den im Stadtrat vertretenen Parteien benannt werden. Berücksichtigung finden dabei die Wahlergebnisse der letzten Kommunalwahl in den jeweiligen Stadtbezirken. So ist eine paritätische Verteilung analog der Sitze in der Ratsversammlung gewährleistet.

## Zuständigkeiten
Damit die Verwaltung und Ratsversammlung im Prozess ihrer Entscheidungsfindung die Anregungen oder Bedenken der Bürgerschaft stärker berücksichtigen können, wurde das Gremium der Stadtbezirksbeiräte eingeführt.
Gemäß der Sächsischen Gemeindeordnung (SächsGemO) definieren die Stadtbezirksverfassung und Hauptsatzung eindeutig, dass die Stadtbezirksbeiräte zu allen wichtigen Angelegenheiten, die ihren Stadtbezirk betreffen, anzuhören sind. Zu diesen Sachverhalten zählen:
- die Aufstellung und Änderung von Bebauungsplänen,
- Benennung von Straßen, Plätzen und kommunalen Einrichtungen,
- Konzeption, Umnutzung oder Aufgabe kommunaler Einrichtungen,
- Standort- und Gestaltungsfragen bei Bau- und Sanierungsvorhaben von öffentlichen Sport-, Grün-, Erholungs- und Spielanlagen,
- Verkehrsberuhigungs- und Verkehrsführungsmaßnahmen (so weit sie nicht in die Zuständigkeit des Oberbürgermeisters als allgemeine Ordnungsbehörde fallen),
- Fragen, die die sozialen bzw. kulturellen Belange betreffen,
- Ehrungen von Personen;
- Änderungen von Grenzen zwischen den Stadtbezirken und Ortsteilen innerhalb der Stadtbezirke.

Wichtig dabei ist, dass mit einer Mehrheit von zwei Dritteln – mindestens jedoch mit sechs Mitgliedern des Stadtbezirksbeirates – ein Sachverhalt zur wichtigen Angelegenheit erklärt wird. Ein Vertreter des Gremiums kann dann an der Sitzung des zuständigen Fachausschusses mit beratender Stimme teilnehmen und den Sachverhalt sowie die Auffassung des Beirates erläutern.

## Arbeitsweise
In der Regel tagen die Stadtbezirksbeiräte einmal monatlich. Die Tagungsorte und Zeiten sowie die Tagesordnungen werden im Leipziger Amtsblatt veröffentlicht. Im Mittelpunkt der Sitzungen stehen natürlich die Probleme, die im Stadtbezirk eine besondere Rolle spielen. Oft sind dazu auch kompetente Vertreter aus den jeweiligen Fachämtern geladen, um Pläne und Entscheidungen der Stadtverwaltung zu erläutern. Wichtige Angelegenheiten eines Stadtbezirksbeirates können auch in einen der Ausschüsse der Ratsversammlung verwiesen werden. Vor diesem Ausschuss kann dann ein Mitglied des Stadtbezirksbeirates mit beratender Stimme das Anliegen vortragen. Die Stadtbezirksbeiräte besitzen keine eigene Entscheidungskompetenz, ihr Hauptrecht ist das Anhörungsrecht.

## Zusammensetzung
Nach jeder Kommunalwahl – also nach der Wahl der Ratsversammlung – können die im Stadtrat vertretenen Parteien oder Wählervereinigungen aus dem Kreis der Einwohner in ihrem Stadtbezirk Mitglieder für die Stadtbezirksbeiräte benennen. Oft sind diese Personen selbst Mitglieder der ernennenden Partei. Aber auch parteilose Bürger können ihr Interesse anmelden, in einem Stadtbezirksbeirat mitzuarbeiten. Allerdings muss ihre Kandidatur durch eine Partei unterstützt werden. Sie sollten sich in Übereinstimmung mit den Ideen und Zielen dieser Partei befinden. Die Mitarbeit in einem Stadtbezirksbeirat ist eine ehrenamtliche Tätigkeit.

## Stadtbezirksbeirat und Bürgermeinung
Nur wenige Bürger nehmen an den öffentlichen Sitzungen ihres Stadtbezirksbeirates teil. Auch per Brief ist es möglich, auf Probleme hinzuweisen oder konstruktive Anregungen zu vermitteln. Jeder kann seinen „Problem-Brief“ in einem der 17 Bürgerämter abgeben, der dann von dort aus an den jeweiligen Stadtbezirksbeirat weitergeleitet wird. Der Brief sollte mit der Bezeichnung des Adressaten sowie einem Absender versehen sein.

## Öffentlichkeit der Sitzungen
Die Leipziger Praxis, dass Stadtbezirksbeiräte öffentlich tagen, ist amtlich bestätigt: In einem Schreiben an den sächsischen Innenminister hatte Oberbürgermeister Wolfgang Tiefensee ausdrücklich im Auftrag des Stadtrates angemahnt, den beratenden Gremien weiterhin den öffentlichen Status zu erhalten. Seit Einführung der Stadtbezirksverfassung war diese Praxis im Interesse einer am Bürger orientierten Arbeit üblich. Klarheit in die zwischen Stadt und Regierungspräsidium umstrittene Gesetzesauslegung brachte Anfang des Jahres 2001 ein Antwortschreiben des sächsischen Innenministers. Darin heißt es u. a.: „Da der Öffentlichkeitsgrundsatz ein tragender Pfeiler bei der kommunalen Willensbildung und der Teilhabe der Einwohner und Bürger am kommunalen Leben ist und Gründe für ein Verbot öffentlicher Sitzungen nicht ersichtlich sind, wird die Öffentlichkeit der Sitzungen grundsätzlich erlaubt.“
Für die Ortsteile Böhlitz-Ehrenberg, Burghausen, Engelsdorf, Hartmannsdorf-Knautnaundorf, Holzhausen, Liebertwolkwitz, Lindenthal, Lützschena-Stahmeln, Miltitz, Mölkau, Plaußig, Rückmarsdorf, Seehausen und Wiederitzsch sind die Ortschaftsräte zuständig.